# György Ivánkai
György Ivánkai (* 10. Juni 1937 in Budapest) ist ein ehemaliger ungarischer Eisschnellläufer.

## Werdegang
Ivánkai wurde zehnmal ungarischer Meister im Großen Vierkampf (1957–1965, 1968) und nahm von 1955 bis 1971 an internationalen Wettbewerben teil. Dabei belegte er bei der Mehrkampfweltmeisterschaft 1958 in Helsinki den 39. Platz im Großen Vierkampf. In den folgenden Jahren kam er bei der Mehrkampfweltmeisterschaft 1962 in Moskau auf den 38. Platz und bei der Mehrkampfeuropameisterschaft 1963 in Göteborg auf den 31. Rang im Großen Vierkampf. In der Saison 1963/64 lief er bei der Mehrkampfeuropameisterschaft 1964 in Oslo auf den 25. Platz im Großen Vierkampf und bei den Olympischen Winterspielen 1964 in Innsbruck auf den 40. Platz über 500 m, auf den 38. Rang über 1500 m, auf den 33. Platz über 10.000 m sowie auf den 26. Platz über 5000 m. Bei der Mehrkampfweltmeisterschaft 1965 in Oslo errang er den 30. Platz im Großen Vierkampf. In der Saison 1967/68 belegte er dort bei der Mehrkampfeuropameisterschaft 1968 den 22. Platz im Großen Vierkampf und bei den Olympischen Winterspielen 1968 in Grenoble den 31. Platz über 5000 m, den 29. Rang über 1500 m sowie den 27. Platz über 10.000 m. Bei der Mehrkampfeuropameisterschaft im folgenden Jahr in Inzell errang er den 25. Platz im Großen Vierkampf.

## Erfolge

### Olympische Spiele
- 1964 Innsbruck: 26. Platz 5000 m, 33. Platz 10.000 m, 38. Platz 1500 m, 40. Platz 500 m
- 1968 Grenoble: 29. Platz 1500 m 31. Platz 5000 m, 37. Platz 10.000 m

### Mehrkampf-Weltmeisterschaften
- 1958 Helsinki: 39. Platz Großer Vierkampf
- 1962 Moskau: 38. Platz Großer Vierkampf
- 1965 Oslo: 30. Platz Großer Vierkampf

### Mehrkampf-Europameisterschaften
- 1963 Göteborg: 31. Platz Großer Vierkampf
- 1964 Oslo: 25. Platz Großer Vierkampf
- 1968 Oslo: 22. Platz Großer Vierkampf
- 1969 Inzell: 25. Platz Großer Vierkampf

## Persönliche Bestzeiten
| Disziplin | Zeit        | Datum            | Ort                  |
| --------- | ----------- | ---------------- | -------------------- |
| 500 m     | 43,5 s      | 13. Januar 1967  | Madonna di Campiglio |
| 1000 m    | 1:30,7 min  | 19. Februar 1967 | Budapest             |
| 1500 m    | 2:12,5 min  | 4. Februar 1970  | Budapest             |
| 3000 m    | 4:38,9 min  | 25. Februar 1967 | Kirow                |
| 5000 m    | 7:50,5 min  | 13. Januar 1967  | Madonna di Campiglio |
| 10.000 m  | 16:17,2 min | 11. Februar 1967 | Zakopane             |